# Orleans County (New York)
Orleans County je okres (county) amerického státu New York založený v roce 1824 a vzniklý oddělením od okresu Genesee. Správním střediskem je sídlo Albion s 7 438 obyvateli v roce 2000.
Počet obyvatel: 43 213 (v roce 2006), 44 171 (v roce 2000)
Ženy: 50,5 % (v roce 2005)

## Sousední okresy
- východ – Monroe
- jih – Genesee
- západ – Niagara